# Johan Møller Warmedal
Johan Møller Warmedal, né le 28 avril 1914 à Trondenes et mort le 19 août 1988, est un homme politique norvégien du parti conservateur.

## Biographie
Johan Møller Warmedal naît le 28 avril 1914 à Trondenes.
Il est adjoint au maire de la municipalité de Nøtterøy au cours de la période 1947-1948 et il accède au poste de maire de 1948 à 1951 et de 1951 à 1955.
Il est membre suppléant du Parlement norvégien de 1950 à 1953 puis est élu pour Vestfold en 1954 et est réélu à trois reprises.